# Quagliuzzo
Quagliuzzo (piemontesisch Quajuss) ist eine italienische Gemeinde in der Metropolitanstadt Turin (TO), Region Piemont.

## Lage und Einwohner
Quagliuzzo liegt rund 50 km nördlich von Turin. Das Gemeindegebiet umfasst eine Fläche von 2,04 km² und hat 333 Einwohner (Stand 31. Dezember 2023) und zählt damit zu den kleineren Gemeinden der Region.
Die Nachbargemeinden sind Castellamonte, Lugnacco, Vistrorio, Parella, Strambinello und Torre Canavese.

## Geschichte
Einige Dokumente aus dem Jahr 1301 bestätigen seine Existenz als Teil des Besitzes von Pedagna oder Pedanea. Zu den Herren, die ihre Gerichtsbarkeit ausübten, gehörten die Vizegrafen von Ivrea, die Grafen von San Martino und die Grafen von Castellamonte. Die örtliche Bevölkerung beteiligte sich am Tuchini-Aufstand, um sich von der Unterdrückung der Feudalmacht zu befreien.
Während des Faschismus wurde mit einem königlichen Erlass vom 28. Februar 1929 die Gemeinde Quagliuzzo zusammen mit Loranzè, Colleretto Giacosa, Parella und Strambinello zu einer einzigen Gemeinde namens Pedanea zusammengelegt. Nach dem Krieg erlangten die fünf Gemeinden am 23. August 1947 ihre Autonomie wieder zurück.

## Sehenswürdigkeiten
Sein historisch-architektonisches Erbe ist nicht besonders reich. Von größerem Wert sind einige Ruinen des Castellaccio, der alten Residenz der örtlichen Herren und die Pfarrkirche der Darstellung Jesu im Tempel, die 1970 erbaut wurde und die alte Kirche aus dem 14. Jahrhundert ersetzte.